# Пинейда, Марио
Марио Альберто Пинейда Мартинес (исп. Mario Alberto Pineida Martínez; родился 6 июня 1992 года в Санто-Доминго-де-лос-Тсачилас, Эквадор) — эквадорский футболист, защитник клуба «Барселона (Гуаякиль)» и сборной Эквадора.

## Клубная карьера
Пинейда — воспитанник клуба «Индепендьенте дель Валье». 6 февраля 2010 года в матче против «Манты» он дебютировал в эквадорской Серии А. 11 ноября 2012 года в поединке против «Эмелека» Марио забил свой первый гол за команду. 6 февраля 2015 года в матче Кубка Либертадорес против аргентинского «Эстудиантеса» Пинейда забил гол.
По окончании чемпионата Эквадора 2015 года Пинейда перешёл в гуаякильскую «Барселону».

## Международная карьера
В 2011 году в составе молодёжной сборной Эквадора Пинейда принял участие в молодёжном чемпионате Южной Америки в Перу. На турнире он сыграл в матчах против команд Парагвая, Боливии, Аргентины, Уругвая, Колумбии, Чили и дважды Бразилии. В том же году Марио с молодёжной сборной поехал на молодёжном чемпионате мира в Колумбии. На турнире он сыграл в матчах против сборных Австралии, Испании, Коста-Рики и Франции.
11 октября 2014 года в товарищеском матче против сборной США Пинейда дебютировал за сборную Эквадора.
Летом 2015 года Марио принял участие в Кубке Америки в Чили. На турнире он был запасным и не сыграл ни минуты.

## Достижения
- Чемпионат Эквадора по футболу (2): 2016, 2020
- Чемпион Южной Америки среди молодёжи (1): 2011